# 벤 애플렉
벤 애플렉(영어: Ben Affleck, 1972년 8월 15일 ~ )은 미국의 배우, 영화 감독, 영화 제작자, 영화 각본가이다. 애플렉은 그의 경력을 PBS 교육 시리즈 《The Voyage of the Mimi》(1984, 1988)의 아역 배우로 시작하였다. 그는 이후 성년 코미디 《멍하고 혼돈스러운》(1993)과 케빈 스미스 감독의 《몰래츠》(1995), 《체이싱 아미》(1997)와 《도그마》(1999)를 포함한 여러 영화에 출연하였다. 애플렉은 그의 어린 시절 친구 맷 데이먼과 함께 각본을 쓴 1997년 영화 《굿 윌 헌팅》으로 미국 아카데미상 최우수 각본상과 골든 글로브상 최우수 각본상을 수상하였다. 그는 《아마겟돈》 (1998), 《셰익스피어 인 러브》(1998), 《진주만》 (2001), 《체인징 레인스》 (2002)와 《썸 오브 올 피어스》 (2002) 등 을 포함한 세간의 이목을 끈 영화에 출연하였다. 이후 《데어데블》 (2003), 《갱스터 러버》(2003)에 출연하는 동안 그의 경력은 침체기를 겪기도 했지만, 애플렉은《할리우드랜드》 (2006)로 그의 연기를 인정 받아 골든 글로브상 영화 부문 남우조연상 후보 지명과 베네치아 국제 영화제 남우주연상(볼피컵)을 수상하였다.
애플렉은 비판적으로 찬사를 받는 영화감독이기도 하다. 그가 각본을 쓴 감독 데뷔작, 《가라, 아이야, 가라》 (2007)으로 내셔널 보드 오브 리뷰(전미 비평가위원회상), 헐리우드 영화제를 포함한 여러 비평가협회상에서 신인감독상을 수상하며 호평을 받았다. 그는 이후, 감독을 하고 각본을 쓴 범죄 드라마 《타운》(2010)에 출연하였다. 그는 감독, 주연을 맡은 정치 스릴러 《아르고》 (2012)로 연이은 호평을 받아 골든 글로브상과 영국 아카데미 영화상(BAFTA)에서 최우수 감독상과 골든 글로브상과 영국 아카데미 영화상(BAFTA)와 미국 아카데미상 최우수 작품상을 수상했다. 2014년, 그는 심리 스릴러 《나를 찾아줘》에 출연했다. 애플렉은 《배트맨 대 슈퍼맨: 저스티스의 시작》(2016)에서 슈퍼히어로 배트맨을 연기하였다. 애플렉은 감독, 각본과 그가 주연을 맡은 갱스터 드라마 《리브 바이 나이트》가 2017년에 개봉되었다.
애플렉은 2010년 콩고인들을 위한 비영리 조직을 기반으로 한 국제지원단체인 이스턴 콩고 이니셔티브를 휘트니 윌리엄스와 함께 창설한 빈곤퇴치 운동가이기도 하다. 그는 또한 민주당을 지지하는 충실한 멤버이다. 그의 동생은 배우 케이시 애플렉으로, 케이시와는 《굿 윌 헌팅》, 《가라, 아이야, 가라》 등을 포함한 여러 작품에서 같이 작업하였다.  다음으로는 그는 배우 귀네스 팰트로, 가수이자 배우 제니퍼 로페즈와의 교제하며 세간의 이목을 끈 연인 관계에 이어 2005년 배우 제니퍼 가너와 결혼하였고, 2018년 13년만에 이혼하였다. 애플렉은 가너와의 사이에 바이얼릿, 세라피나라는 두 딸과 새뮤얼이라는 아들이 있다.
애플렉은 맷 데이먼과는 공동으로 제작사 라이브플래닛을 설립하였으며, 2012년에는 영화 제작사 펄 스트리트 필름스를 설립하였다.

## 성장 과정
벤저민 게저 볼트 애플렉은 1972년 8월 15일 캘리포니아주, 버클리에서 2남 중 장남으로 태어났다. 애플렉은 스코틀랜드, 잉글랜드계, 아일랜드계(북아일랜드계), 독일계와 스위스계의 가계이며, "애플렉"이라는 성은 스코틀랜드계이다. 그의 외증조 할아버지 조지프 레이먼드 볼트는 로드아일랜드주에서 태어난 독일 이민자였고, 외증조 할머니 앤 리타 레니헌은 아일랜드 다운 주에서 태어났다. 그의 어머니 크리스토퍼 앤 "크리스" 애플렉 (결혼 전 성씨는 볼트)은 교사로, 그녀의 어머니 엘리자베스 쇼(결혼 전 성씨는 로버츠)는 뉴욕의 어퍼이스트사이드에 위치한, 근대미술관(MoMA)에서 30년간 일반적인 홍보 감독으로 일했었고, 그녀의 어머니의 두 번째 남편 새뮤엘 쇼는 변호사였다. 크리스의 아버지 오브라이언 "오비" 볼트는 뉴욕 시립대학교 정치학 교수이자 민주당 운동가였다. 크리스는 래드클리프 칼리지와 하버드 대학교에서 공부하였고, 그녀가 은퇴할 때까지 재직한 국공립 초등학교에서 30년간 교사로 일하기 전에는 사립학교인 브레얼리 스쿨에서 학생들을 가르쳤었다. 그의 어머니는 1960년대에 프리덤 라이더 활동에 참여하기도 하였다.
애플렉의 아버지 티머시 바이어스 애플렉은 로드아일랜드주 출신으로, 1960년대 중반 보스턴의 극장 회사에서 배우와 연극 매니저, 감독, 극작가로 활동하며 더스틴 호프만, 로버트 듀발, 블리드 대너, 존 보이트와 제임스 우즈와 함께 일했다. 애플렉이 어린 시절 동안, 그는 자동차 정비사, 목수, 마권업자, 전기기사, 바텐더와 하버드 대학교에서 수위로 근무했다. 애플렉은 그의 아버지에 대해 "아주 똑똑한 사람"이라고 설명하였지만, 아버지의 만성 알콜 중독으로 인해 애플렉이 만 12세때 그의 부모는 이혼을 하였고, 애플렉은 어린 시절 힘든 시기를 보내야 했다. 애플렉은 그의 어머니와 함께 살며, 그의 10대 시절에 그의 아버지와 함께 지낼 수 있었던 시간이 적었다. 애플렉이 만 16세가 되던 해, 그의 아버지는 캘리포니아주, 인디오로 이동하였고, 알콜 중독에 대한 상담 및 재활 치료를 받았다. 그는 이후 성인이 된 그의 아들들과 다시 재회하였다.
그의 동생 케이시 애플렉은 그의 부모가 센트럴 스퀘어, 케임브리지에 정착하기 전인 팰머스에서 태어났다. 애플렉은 미국 성공회 계통의 정치적으로 활동이 진보적인 가정에서 성장하였다. 그와 그의 동생은 예술에 관련 된 일에 종사하는 사람들에 둘러싸여, 그들의 어머니에 의해 정기적으로 극장에 다녔고, 자신만의 홈 무비를 만드는 것을 권유 받았다. 이로 인해, 애플렉 형제는 그들의 어머니와 친분이 있던 캐스팅 디렉터 때문에 지역 광고와 영화 제작사의 역할에 대한 오디션을 보게 되면서, 애플렉은 만 7세때 전문적인 연기를 처음 시작하였다. 그의 어머니는 대학 신탁 기금에서 자신의 임금을 저축하며, 그녀의 아들이 궁극적으로 배우로서 불안정하고 "하찮은" 직업이 될 것을 걱정해, 교사가 되기를 희망하기도 했다. 가족의 친구인 극장 감독 데이비드 윌러는 애플렉의 연기 코치였는데, 나중에 "매우 밝고 강렬한 호기심을 불러 일으키는 아이"로 그를 설명했다. 애플렉은 만 13세때, 그가 멕시코에서 어린이 TV 프로그램을 촬영하고 있던 한 해 동안 스페인어를 배우며, 그의 어머니와 동생과 함께 지역 여행을 하였다.
애플렉이 만 8세가 되던 해, 2블럭 거리에 떨어져 있던 지역으로 이동을 했고 2살 연상의 친구 맷 데이먼과 만났다. 그들의 어머니는 모두 교육에 종사하는 친분이 있던 지인들로 서로의 아이들에게 소개를 시키며 함께 시간을 보내며 그들을 격려했고, 두 사람은 극도로 가까워지며 친한 친구로 발전하였다. 두 사람은 케임브리지 린지 앤 래틴 스쿨이라는 고등학교를 함께 다녔다. 애플렉은 그의 동생과 마찬가지로 고등학교 시절 연극 교사 게리 스페카에 영감을 받았다고 한다. 애플렉과 데이먼은 학년은 달랐지만, 연기라는 "동일한 관심사"를 가지고 있었고 장래에 배우가 될 자신의 계획을 함께 논의를 하며 점심 시간을 보냈다. 그들은 여름 방학 동안 건설 현장 노동자 및 극장 안내인으로 함께 일했고, 뉴욕에서 오디션을 보기 위해 공동으로 은행 계좌를 만들어 열차 및 항공사 티켓 비용을 절약해 이동했다. 데이먼이 졸업을 하고, 근처의 하버드 대학에 다니는 동안에도 그들은 가까이 남아, 그들의 초기 경력의 몇 년 동안에는 로스앤젤레스와 뉴욕에서 함께 살았다. 또한 두 사람은 10촌쯤 되는 먼 친척정도이며, 같은 뉴잉글랜드계로 알려져 있다.
애플렉은 높은 SAT 점수를 가지고 있었지만, 출석일수가 불분명한 고등학교 학생이었다. 그는 합격 통보를 받은 버지니아 대학교에 입학하지 않았고, 대신에 여자친구를 따라 버몬트 대학교 스페인어학과에 갔다. 그는 자신의 엉덩이 골절을 입은 몇 달 후, 학점과는 무관하게 학교를 중퇴하였다. 애플렉은 만 18세때, 로스앤젤레스로 이동해, 옥시덴털 대학교에 입학해 반년간 중동학을 공부하였다.

## 경력

### 1981-1997년: 아역 배우와굿 윌 헌팅
애플렉은 어려서부터 전문적인 아역으로 활동하였으며, 그는 첫 역할로 만 7세때 가족의 친구가 감독한 지역의 독립 영화 《더 다크 앤드 오브 어 스트릿》(1981)에 출연하였다. 그가 아역 배우로서 큰 성과를 보인 것은 PBS의 어린이 프로그램 시리즈 《The Voyage of the Mimi》(1984) 와 《The Second Voyage of the Mimi》 (1988)로 6학년 과정의 과학 수업으로 제작되었다. 애플렉은 매사추세츠주와 멕시코에서의 두 지역에서 만 8세부터 15세때까지 Mimi에 주기적으로 출연했다. 10대 시절, 애플렉은 ABC의 《ABC 애프터스쿨 스페셜》(1986), 텔레비전 영화 《핸즈 오브 어 스트랜저》(1987)과 1989년에는 버거킹 광고에 출연했다.
이후 고등학교 시절, 애플렉은 연기 일을 찾아 뉴욕으로 잠시 이동했다. 나중에, 로스앤젤레스에 위치한 옥시덴털 대학교에서 공부를 하던 중, 애플렉은 《나는 나의 레즈비언 아내를 죽여서 불판 위에 올려 놓았다, 그리고 지금은 월트 디즈니와 세 편의 영화를 협상중이다》라는 긴 제목의 단편 영화를 감독했다. 배우로서, 그는 다음 역할을 따내기 위해 계속해서 지역을 돌아다녔다. 그는 패트릭 더피의 아들을 연기한 텔레비전 영화 《다니엘 스틸:위대한 대디》(1991), 영화 《뱀파이어 해결사》(1992)와 반유대주의의 조연 역할을 한 《스쿨 타이》(1992)에 출연했다. 그는 고등학생 쿼터백을 연기한 NBC 텔레비전 시리즈 《어게인스트 더 그래인》(1993)과 스테로이드를 남용한 고등학고 축구선수를 연기한 《인생 이야기: 가족의 위기》(1994)에 출연했다. 이 기간동안 애플렉이 가장 주목할만한 작품으로는 리처드 링클레이터 감독의 컬트 클래식 《멍하고 혼돈스러운》으로 이 영화에서 불량학생으로 출연하였다.
애플렉의 첫 주연 영화인 캠퍼스 드라마 《글로리 데이즈》(1995)에서 뚜렷한 목적이 없는 예술학생을 연기했다. 그는 협박하는 연기를 한 코미디 《몰래츠》(1995)에서 각본가 겸 감독인 케빈 스미스와 촬영하는 동안 친구가 되었고, 스미스의 로맨틱 코미디 《체이싱 아미》(1997)에서 애플렉은 주연을 맡았다. 이 영화는 배우에 있어 획기적인 순간을 가져다 주였다. 1997년에는 또한, 그는 성년 드라마 《다크니스》에 출연하였다.
1997년, 애플렉이 데이먼과 공동으로 각본을 집필한 《굿 윌 헌팅》의 성공은 그의 경력에 가장 큰 전환점을 가져왔다. 이 각본의 초안은 1992년 데이먼이 하버드 대학교에서 극작 수업에 대한 40 페이지의 극본 과제로부터 시작되었다. 그는 수업에 앞서 그와 함께 장면의 행동에 대한 역할을 애플렉에 요청하였고, 데이먼은 나중에 애플렉의 로스앤젤레스 아파트로 이동하여 그들은 본격적으로 각본 작업을 시작했다. 이 영화는 대부분 그들이 즉흥적인 과정으로 쓴 것으로 촬영지는 그들의 케임브리지의 동네와 평소 그들의 경험에서 나왔다. 그들의 각본은 1994년 캐슬 록 엔터테인먼트에 팔렸고, 그 때 애플렉은 만 22세였다. 제작이 진행되는 동안, 그들은 롭 라이너, 윌리엄 골드먼과 테런스 맬릭으로부터 인정을 받았다. 다음에는 적절한 감독을 찾는 것에 대한 캐슬 록과의 오랜 분쟁 끝에, 미라맥스에서 애플렉과 데이먼의 각본을 구입하였다. 영화가 최종적으로 제작에 들어가기전 거스 밴 샌트가 감독을 맡는 것이 정해졌고, 이 두 친구는 보스턴으로 다시 돌아가 데이먼과 애플렉의 공연자로 로빈 윌리엄스가 합류하였다. 공개가 된 후 영화는 상업적으로 성공을 거뒀다. 애플렉과 데이먼은 골든 글로브 시상식과 미국 아카데미 시상식에서 최우수 각본상을 수상하였다.

### 1998-2002년: 주연 배우로서 도약, 청춘 스타
1998년, 애플렉은 《아마겟돈》으로 헐리우드 스튜디오 블록버스터의 성공적인 주인공으로 안착했다. 《굿 윌 헌팅》이 공개되지 않은 동안 캐스팅이 진행되어, 이후 애플렉은 스크린 테스트를 받았고, 마이클 베이 감독은 제작자 제리 브룩하이머로부터 애플렉이 스타가 될 것이라고 확신하였다고 한다. 이 영화에서, 그는 지구에 충돌할 예정인 거대한 소행성을 핵무기로 파괴하기 위해 NASA에서 우주 비행을 위한 기초 훈련을 받고 브루스 윌리스와 대립하는 역할로 출연하였다. 작품 자체는 비평가에게서 부정적인 평을 받았으나, 흥행 수입은 전 세계적으로 5억 5,300만 달러에 달하여 성공작이 되었다. 이후 1998년, 애플렉은 시대 로맨틱 코미디 《셰익스피어 인 러브》에서 영국 배우의 조연 역할을 맡아, 그의 당시 여자친구 귀네스 팰트로와 출연하였다. 이 영화는 미국 아카데미 시상식에서 최우수 작품상을 포함한 7개 부문을 수상하였고, 애플렉은 미국 배우 조합상 최우수 캐스트 연기상을 수상하였다. 애플렉은 작은 마을 셰리프에서 벌어지는 초자연적 호러 영화 《팬텀》에 출연하였다.
애플렉은 데이먼과 케빈 스미스의 종교 풍자 《도그마》로 영화에서 재공연하였고, 1999년 칸 국제영화제에서 상영되었다. 애플렉은 로맨틱 코미디 《포스 오브 네이처》(1999)에서 샌드라 불럭의 상대역으로 출연하였다. 애플렉은 앙상블 코미디 《비포 뉴 이어》에서 코트니 러브의 상대역으로 출연하였다.
감독 경력에 관심을 보인, 애플렉은 존 프랑켄하이머 감독의 액션 스릴러 《레인디어 게임》의 사전 제작에 그림자처럼 따라 다녔다. 프랑켄하이머는 애플렉에 자신의 마지막 장편 영화가 될 것이라고 설명하며, 그에 대해 “매우 마음을 이끄는, 좋은 자질을 갖추고 있다. 나는 오랫동안 이 일을 했지만 그는 정말 멋진 사람 중 하나이다.”라고 칭찬했다. 그는 샤를리즈 테론의 상대역으로 출연했다. 그는 범죄 드라마 《보일러 룸》(2000)에서 조연 역할의 인정사정 없는 증권 중개인으로 출연했다. 2000년 그의 마지막 역할로, 애플렉은 로맨틱 드라마 《바운스》에서 그의 여자친구 귀네스 팰트로의 상대역을 연기했다. 2000년에는 또한, 그는 애니메이션 《이집트 왕자 2:요셉이야기》에서 요셉의 목소리를 연기했다.
애플렉은 전쟁 드라마 영화 《진주만》(2001)으로 마이클 베이 감독과 재회 하였다. 이 작품은 또한 비판 의견을 많이 받았지만, 전 세계에서 4억 4,900만 달러를 매출했다. 애플렉은 《굿 윌 헌팅》에서 공연한 데이먼과 밴 샌트와 《제이 앤 사일런트 밥》(2001)과, 코미디 《대디 앤 뎀》(2001), 《써드 휠》(2002)에 출연하였다.
그는 잭 라이언을 연기한 스릴러 《썸 오브 올 피어스》(2002)에 출연하였다. 애플렉은 또한 스릴러 영화 《체인징 레인스》(2002)에서 새뮤얼 L. 잭슨과 대립하는 역을 연기하였고, 이후 그는 박식한 감독으로 로저 미첼을 언급하기도 했다.
애플렉은 2000년대 초반부터 보다 적극적으로 텔레비전과 영화 제작에 참여하였다. 그는 데이먼과 영화 제작사 펄 스트리트 필름스를 세우려는 준비에 착수했고, 그들의 제작 회사명은 그들의 어린 시절 캠브리지에 위치한 집 사이의 거리에서 이름을 따왔다. 하지만 1998년에는 그들의 다음 제작사인 라이브플래닛가 2000년에 크리스 무어와 숀 베일리와 공동 설립되어, 텔레비전과 영화 제작을 중심으로, 수요가 많은 인터넷을 통합하려고 노력했다. 라이브플래닛은 다큐멘터리 시리즈 《프로젝트 그린라이트》의 큰 성공으로, 처음으로 영화 제작자에 초점을 맞추고 있는 장편 영화의 감독을 직접 할 수 있는 기회를 제공하고 있다. 애플렉과 데이먼은 방송 쇼의 고문 역할로 HBO에 시즌 1~2 (2001–2003)가 방송되었고, 브라보로 이동해 시즌 3이 2005년 방송되었다. 《프로젝트 그린라이트》는 2002년, 2004년과 2005년 프라임타임 에미상에 최우수 리얼리티 프로그램상 후보에 올랐다. 《푸시, 네바다》(2002)는 애플렉과 베일리가 각본을 썼으며, 비밀리에 참여한 I.R.S. 에이전트가 작은 마을에서 횡령한 돈을 찾는 내용으로 ABC에서 방송되었다. 9·11 테러가 발생한 후, ABC는 그들의 라이브플래닛의 《더 러너》, 전국 관객이 참여하는 범인 수사를 만들 계획을 취소하였다. 시간이 지나고, 라이브플래닛은 더 전통적인 영화 제작에 초첨을 맞췄다. 그들은 2002년 월트 디즈니 컴퍼니와 영화 제작에 대한 계약 체결을 하였고, 2007년에 만료되었다.

### 2003-2005년: 흥행 성공과 실패, 타블로이드 악평
애플렉은 2002년 피플에서 선정한 가장 섹시한 남자에 이름을 올렸지만 그의 경력의 대부분은 타블로이드의 얼굴로 전락하였고,그는 제니퍼 로페즈와의 떠들썩한 연인 관계로 인해 2003년에는 더 높아진 언론의 관심의 대상이 되었다. 2003년 말까지 애플렉은 세계에서 가장 과다 노출 된 배우로, GQ의 단어가 되었다. 애플렉의 새로운 타블로이드 악평은 그의 연속적으로 좋지 않은 평을 받은 영화들과 일치했다.

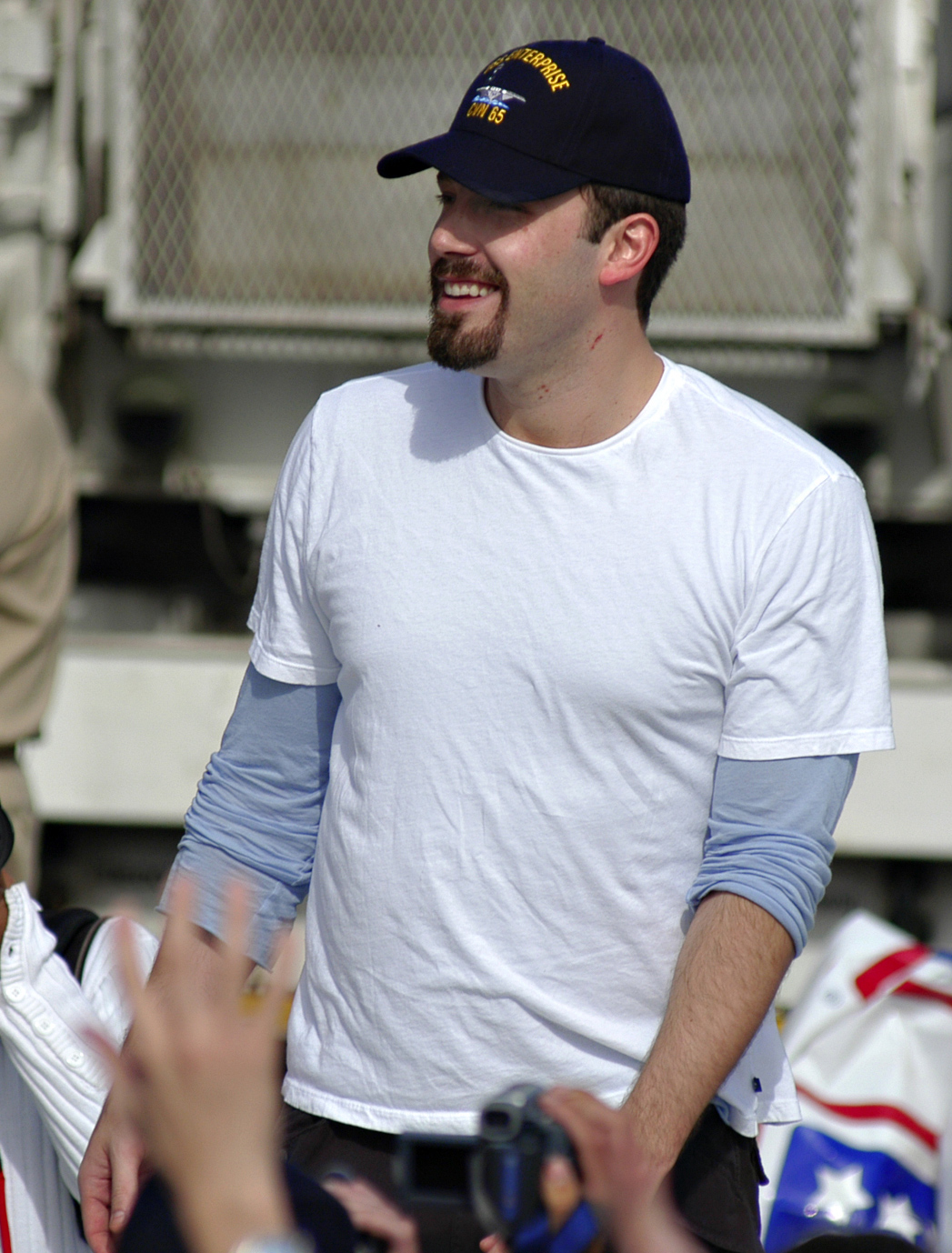
바레인 마나마의 USS 엔터프라이즈 (CVN-65)를 방문한 벤 애플렉 (2003년 12월)

이 시기에 첫 영화는 《데어데블》(2003)로, 애플렉은 맹인의 슈퍼 히어로를 연기했다. 애플렉은 데어데블은 “어린 시절 좋아하던 만화로 오랜 시간 동안 팬이었다”
라고 말하며, “누구나 어린 시절부터 잊을 수 없는 유일한 것을 가지고 있다. 이 이야기는 나에게 있어서의 그것이었다.”고 설명했다. 또한 애플렉은 “다른 사람이 연기하는 것을 원하지 않았다.”라고 말했다. 그는 케빈 스미스의 《데어데블 수호자 악마》(1999)의 서문에 그의 데어데블 캐릭터에 대한 사랑에 대한 글을 쓰기도 했다. 《데어데블》의 전 세계 흥행 수입은 1억 7,900만 달러로 상업적인 성공을 거뒀다. 하지만 비평가로부터 다소 찬반이 갈리는 평가를 받았다. 2009년, 애플렉은 다른 슈퍼 히어로 영화에 출연을 배제하겠다고 밝히며, 2014년, 그는 《데어데블》에 대해 “단지 영화는 나는 정말로 유감스러웠다.”라고 말했다.
애플렉은 다음 작품으로 로맨틱 코미디 《갱스터 러버》 (2003)에서 제니퍼 로페즈와 공연하였다. 영화는 거의 균일한 혹평을 받았다. 애플렉은 여러 차례 옹호를 해온 마틴 브레스트 감독의 영화가 공개된 이후, “정말 훌륭한 감독 중 한 명”으로 《미드나잇 런》은 그가 좋아하는 영화라고 설명했다. 2003년 마지막 영화로, 애플렉은 스릴러 《페이첵》(2003)에 출연했다. 2004년에도 애플렉에 향한 비평가의 좋지 않은 단평은 계속되었으며, 그는 오랜 협력가인 케빈 스미스 감독의 로맨틱 코미디 《저지 걸》에 출연했다. 그해 말, 그는 휴가 코미디 《서바이빙 크리스마스》 (2004)에 출연했다. 이 시점에서, 애플렉은 단지 더 악화가 되지 않기 위해 그의 경력에 휴식을 취하기로 결정했다. “나는 작게 나 자신과 내 인생을 소진했고, 그래서 나는 그것을 제어하거나 관리하기를 원했다.”라고 말했다. 2004년 말, 로스앤젤레스 타임스를 포함한 언론의 논평가들은 일제히 애플렉의 경력은 끝이 임박했다고 게재하였다.
하비 와인스타인와 여러 제작자와 에이전트는 “그는 내가 이 업계에서 만난 다정한 사람 중 하나로 놀라운 개성과 재능을 가진 좋은 사람이다. 나는 그가 관심을 집중한 하늘의 한계를 원한다고 생각한다. 그리고 그가 될것이다.”라고 언급했다. 비평적 실패작이 일부 있었음에도 불구하고, 애플렉의 출연작은 평균 흥행 수입은 1,500만 달러를 받았다.

### 2006-2014년: 감독으로 부각되다
이후, 2005년 배우 제니퍼 가너와 결혼하였고, 그들의 첫 아이를 출산한 이후 애플렉은 작품 복귀를 시작하였다. 《맨 어바웃 타운》과 《스모킹 에이스》의 두 편을 선보이는 동안, 애플렉은 조지 리브스를 연기해 그의 연기에 찬사를 받은 전기 영화 《할리우드랜드》에 출연하였다. 그는 이 영화로 베네치아 국제 영화제 남우주연상(볼피컵) 수상과 골든 글로브 시상식 영화 부문 남우조연상 후보에 올랐다. 또한 2006년에, 그는 스미스의 《점원들 2》에 카메오로 출연했다. 애플렉은 스미스의 작품의 팬으로 남게 되면서, 그들은 《점원들 2》의 제작 이후 거의 함께 작업하지 않았다.

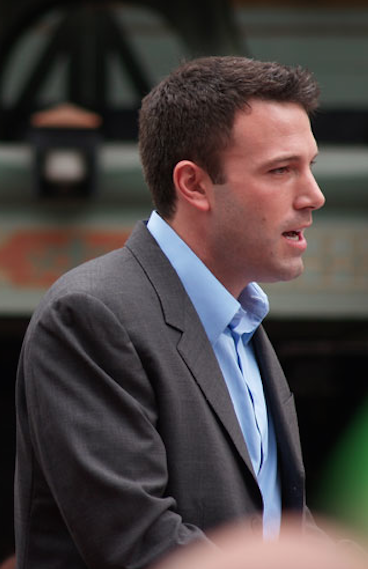
브루스 윌리스의 헐리우드 명예의 거리 별동상 헌액식에 참석한 벤 애플렉 (2006년 10월)

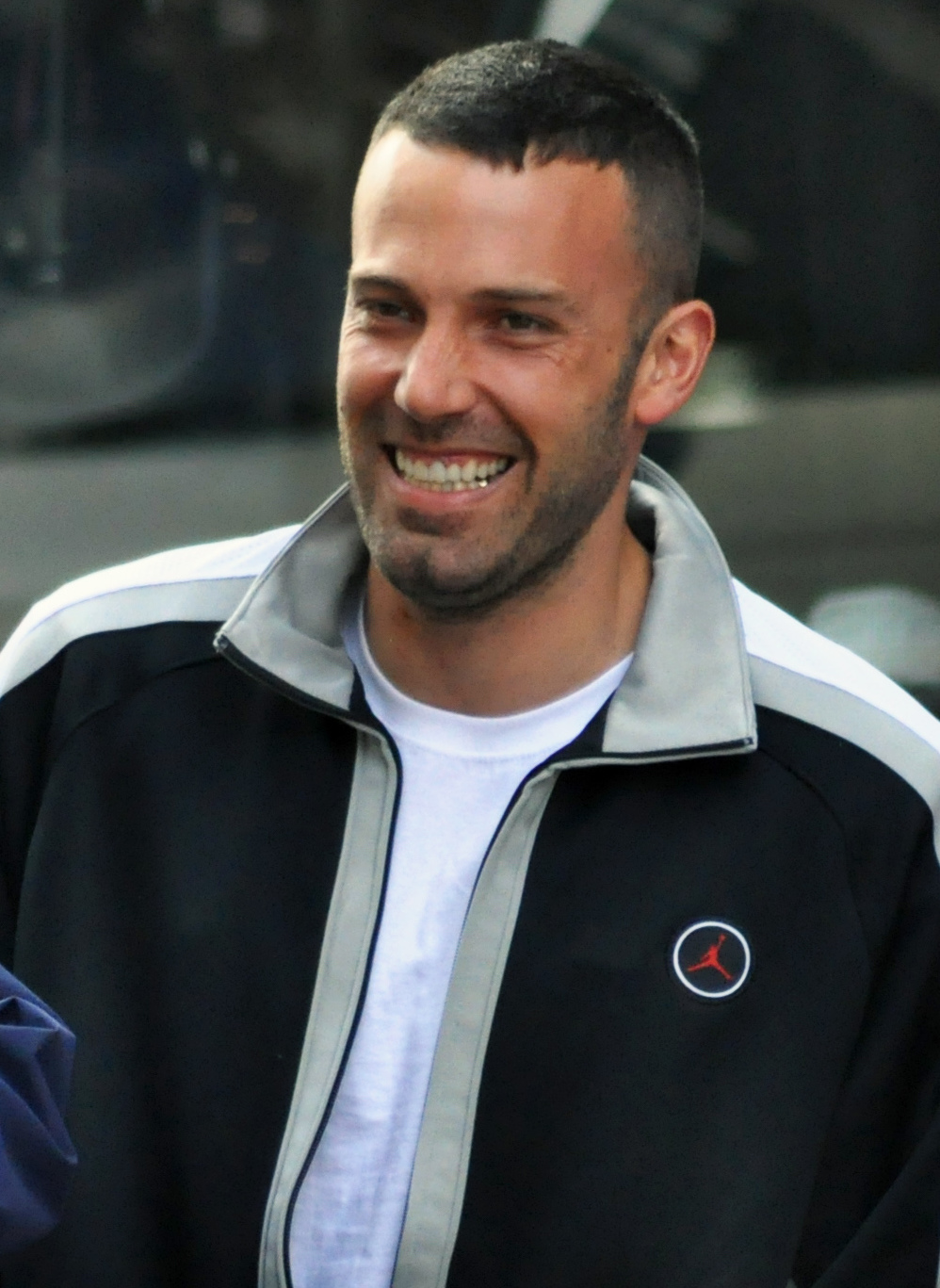
《타운》 세트장에서의 벤 애플렉 (2010년)

애플렉은 보스턴 인근의 노동자 계급의 설정으로 한 범죄 드라마 《가라, 아이야, 가라》(2007)로 장편 영화 감독 데뷔하였고, 그의 동생 케이시가 주연을 맡았다. 애플렉은 데니스 러헤인의 동명의 소설을 원작으로 공동으로 각본을 썼으며, 이 영화는 2007년 10월에 공개되었다. 영화 감독을 하는 것에 대해 애플렉은 “영화를 감독하는 것은 나에게 정말 유익하다. 나는 각본과 연기에 대해 많은 것을 배웠다고 생각하며, 모든 부분을 안쪽부터 하나씩 방법을 터득해 나갔다. 정말 귀중한 시간들로, 좋았다.”고 말했다. 영화는 비평가들에게 극찬을 받으며 긍정적인 평가를 얻었다. 에이미 라이언은 아카데미 시상식 최우수 여우조연상에 후보에 올랐다. 2008년, 애플렉은 데이먼과 세라 실버먼의 영상 I'm Fucking Matt Damon에 대한 응답작인 지미 키멀의 영상 I'm Fucking Ben Affleck에 출연하였다. 이 영상에는 조엘 매든, 벤지 매든, 메이시 그레이, 도미닉 모나한, 랜스 바스, 조시 그로번, 돈 치들, 브래드 피트, 캐머런 디애즈, 로빈 윌리엄스, 해리슨 포드, 휴이 루이스, 조앤 제트, 피트 웬츠, 크리스토퍼 민츠플라스, 미트 로프, 디키 배럿 등 많은 유명인들이 출연하였다.
애플렉은 앞으로 자신의 경력에는 "연출에 기본적인 중점을 유지"하는 동안, 그는 2009년 배우로 복귀해 세 편의 영화에 출연하였다. 앙상블 로맨틱 코미디 《그는 당신에게 반하지 않았다》에서 애플렉은 제니퍼 애니스턴의 상대역을 연기하였고, 영화는 주로 평이 갈렸지만, 전세계 흥행 수입은 1억 6,500만 달러로 흥행하였다. 애플렉은 정치 스릴러 《스테이트 오브 플레이》에서 하원의원을 연기하였다. 그는 코미디 영화 《엑스트랙트》에서 조연 역할의 바텐더를 연기했다. 2010년, 애플렉는 《컴퍼니 맨》에서 갑작스러운 구조조정으로 인해 하루 실업자가 된 영업 임원을 연기했다.
《가라, 아이야, 가라》의 성공에 이어, 워너 브라더스와 애플렉은 긴밀한 협력 관계를 개발하기 시작했고 그에게 스튜디오의 각본을 선택하게 했다. 그가 감독을 맡은 범죄 드라마 《타운》(2010)은 척 호건의 소설 《Prince of Thieves》를 각색했다. 그는 또한 영화의 각본을 공동으로 썼다. 이 영화는 흥행에 성공하였다. 제레미 레너는 아카데미 시상식 최우수 남우조연상에, 피트 포스틀스웨이트는 영국 아카데미 시상식(BAFTA) 최우수 남우조연상에 후보에 올랐다. 애플렉은 이 영화로 2011년 팜스프링스 국제 영화제 위원장상을 수상했다. 2010년에는 또한, 애플렉과 데이먼은 영화 제작사 펄 스트리트 필름스를 설립하였고, 워너 브라더스와 제작과 배급에 대한 계약에 서명하였다.
애플렉은 곧 워너 브라더스와 그의 다음 감독 프로젝트를 준비하였다. 크리스 테리오가 각본을 쓰고, 조지 클루니와 그랜트 헤슬로프가 프로듀서를 맡은 정치 스릴러 《아르고》(2012)로, 애플렉은 거대한 규모로 가짜의 공상 과학 영화를 제작을 통해 전 세계를 속이고 인질을 구출하려는 CIA 역사상 가장 영리한 작전이자 30년 만에 공개된 드라마틱한 실화를 바탕으로 1979년 이란 인질 사건을 긴장감 넘치는 드라마로 만들어냈다. 영화는 상업적으로 큰 성공을 이뤘다. 《아르고》는 미국 아카데미상, 골든 글로브상과 영국 아카데미 영화상(BAFTA) 최우수 작품상을 수상했다. 애플렉은 골든 글로브상, 미국 감독 조합상과 영국 아카데미 영화상(BAFTA)에서 최우수 감독상을 수상하였으며, 미국 아카데미상 감독상 후보에 오르지 않고, 이 상을 수상한 최초의 감독이 되었다. 모든 메이저 시상식의 감독상을 석권한 애플렉을 두고, 많은 언론들은 그가 미국 아카데미 시상식 감독상 후보에 당연히 오를 것이라고 예상했지만, 후보에도 오르지 못하며 그해 시상식의 최대 이변으로 꼽히기도 했다. 알란 아킨은 아카데미 시상식 최우수 남우조연상에 최우수 남우조연상에 후보 지명되었고, 애플렉의 세 편의 영화에 조연 역할로 출연한 배우들은 모두 미국 아카데미상에 후보에 올랐다.

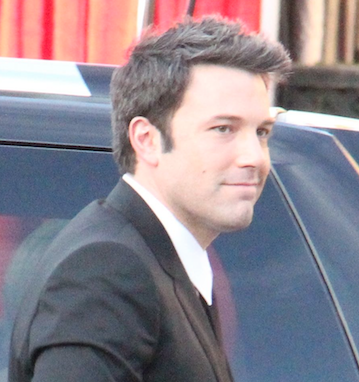
미국 배우 조합상 시상식에서 벤 애플렉 (2014년)

《아르고》의 성공 이후, 다음 작품으로 애플렉은 2013년 두 편의 영화를 선보였다. 테런스 맬릭 감독의 《투 더 원더》에서 그는 로맨틱한 주인공을 연기했다. 범죄 영화《히든카드》(2013)에서 온라인 겜블계의 거물 보스를 연기한 애플렉의 연기는 다소 좋지 않은 평가 받았다.
애플렉은 자신의 감독 프로젝트가 연기가 된 후, 다음으로 데이비드 핀처 감독의 심리 스릴러 《나를 찾아줘》(2014)에서 실종 된 아내를 찾아나선 남편이자 국민의 의심을 받게 된 용의자를 연기했다. 핀처는 언론의 왜곡 된 타블로이드에 그를 이해하지 못한 것이 부분적으로 있었기 때문에 그를 캐스팅했다고 밝히며, “많은 사람들이 모르는 것은 그는 말도 안되게 똑똑하다, 하지만 그는 곤란해 하고 싶어하지 않았기 때문에, 그는 그것을 경시했다. 나는 그의 매력으로 스케이트를 타는 요령을 배웠다고 생각한다.”라고 말했다. 애플렉은 그가 감독으로서 제작을 추진하는데 있어, 핀처와 함께한 작업은 “교훈과 영감”을 얻으며 많은 것을 배웠다고 말했다.

### 2015년-현재:배트맨역할과리브 바이 나이트
2015년, 애플렉과 데이먼은 세 번째 시즌이 종료 된지 10년 만에 네 번째 시즌의 HBO의 《프로젝트 그린 라이트》을 시작한다고 발표했다. 하지만 그들은 네 번째 시즌이 진행되는 동안 다양성의 문제와 아프리카계 미국인 제작자 에피 브라운의 대우를 둘러싼 논란에 시달려야 했다.
애플렉은 2016년 슈퍼히어로 영화 《배트맨 대 슈퍼맨: 저스티스의 시작》에서 배트맨을 연기했다. 영화 속에서 애플렉이 배트맨 역에 캐스팅이 되었다는 소식에 많은 원작 팬들의 반발이 커지는 동안, 개봉 후에 다소 좋지 않은 평가를 받은 영화 속에서 그의 연기는 매우 긍정적인 평가를 받았다. 애플렉은 2016년 8월, 배트맨으로 카메오 출연을 하는 《수어사이드 스쿼드》과 주인공으로 등장하는 《저스티스 리그》 영화는 2017년 공개 될 예정이다. 그는 영화 《저스티스 리그》의 총괄 프로듀서로 이름을 올렸다. 그는 크리스 테리오와 함께 각본을 조율하고 후반 제작 과정에도 참여할 것으로 알려졌다.
2016년 10월, 애플렉은 게빈 오코너 감독의 영화 《디 어카운턴트》에서 평소에는 부드러운 매너의 회계사지만 다른 한편으로는 치명적인 암살자를 연기했다. 애플렉은 네 번째 감독 작품인 《리브 바이 나이트》를 2017년 1월 공개할 계획이라고 발표하였다. 이 영화는 미국 금주법 시대를 배경으로 한 갱스터 영화로, 애플렉은 데니스 루헤인의 동명 소설을 각색하였고, 애플렉과 크리스 메시나, 조 샐다나, 시에나 밀러, 크리스 쿠퍼, 엘 패닝과 브렌던 글리슨이 출연했다.
애플렉은 워너 브라더스 회장 슈 크롤은 전세계 마케팅 및 유통을 위한 개발 사업을 가지고 있다고 그를 언급하며, “워너 브라더스는 중요한 부분이다. 가족이다. 우리는 앞으로 수년 동안 그와 함께 좋은 영화를 만들기 위해 최선을 다하겠다.”라고 말했다. 그는 새로 리부트되는 배트맨 단독 영화에서 직접 주인공과 감독을 맡아, 제프 존스와 공동으로 각본을 쓰는 것이 공식 발표되었다. 애플렉은 과거에 스티븐 킹의 동명의 소설을 원작으로 실사화하는 《더 스탠드》와 《맨 오브 스틸》의 감독 후보에도 이름이 오르기도 했지만, 《스타워즈: 깨어난 포스》와 같은 대규모 영화 제작에 있어서 처음에 "단기 재교육"을 원했기 때문에 배트맨의 역할을 받아 들였다고 한다. 워너 브라더스는 2013년 너새니얼 필브릭의 소설 Bunker Hill: A City, A Siege, A Revolution에 대한 권리를 취득하였고, 애플렉의 잠재적인 연출로, 2016년 에런 스토카드가 이 프로젝트의 영화에 각본을 담당하는 것을 발표했다.

## 다른 활동

### 자선 및 인도주의 프로젝트

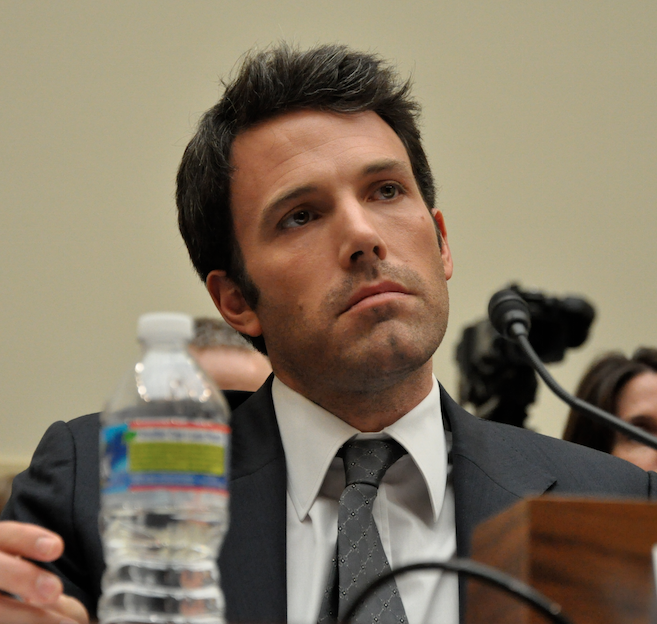
벤 애플렉 (2011년)

맷 데이먼과 마찬가지로 애플렉은 박애주의자이다. 《포스 오브 네이처》의 촬영 시작 후 애플렉은 비영리 자선 단체의 AT 칠드런즈 프로젝트 지원을 시작했다. 애플렉은 모세혈관확장성운동실조 (A-T)를 가진 9세 소년과 만났다. 애플렉은 회의에 참가하여 자선 활동을 지지하며, 도움이 되는 것을 기대한다고 하였다. 2007년에는 버지니아주 페어팩스에 위치한 폴스 처치 고등학교 졸업식에서 연설을 하였다.
2008년 6월, ABC 뉴스에 특별 리포터로 출연하여 콩고 민주 공화국의 내전 상황과 기아에 대해 전하였다. 2008년 10월에는 유엔과 협력하여 콩고에 대한 짧은 영화를 제작하였으며, 2010년 3월, 콩고에 구호 기관인 이스턴 콩고 이니셔티브를 설립하였다.

### 정치적 활동

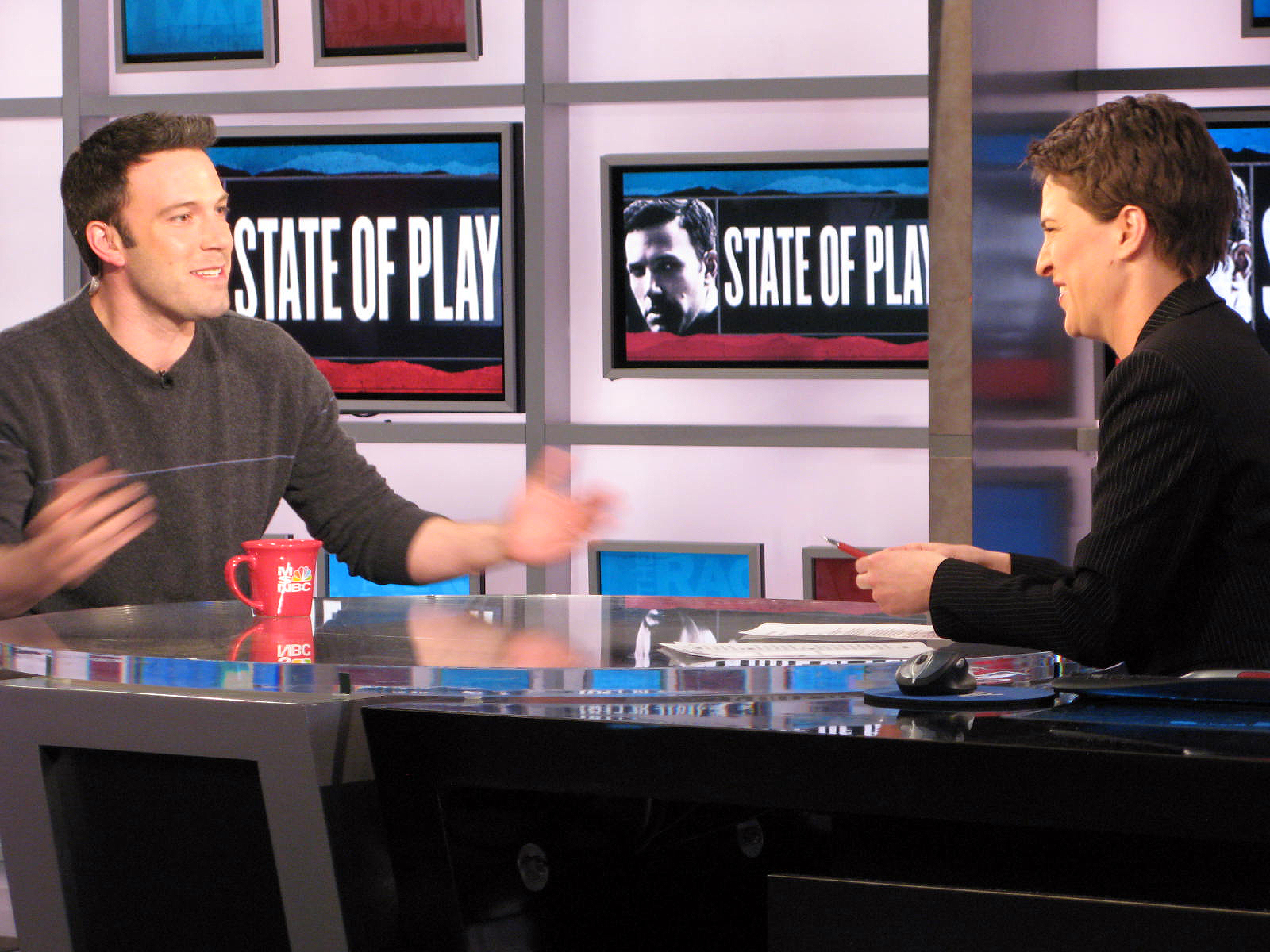
《레이철 매도 쇼》에 출연한 벤 애플렉 (2009년 4월 16일)

애플렉은 민주당 지지자이며, 2000년 미국 대통령 선거에서 앨 고어를 지지하였다. 2000년 11월 6일, 세간의 이목을 끄는 유명인 중 한명으로 마이애미비치에서 열린 고어 집회에 참석하였다. 마이애미비치 시민들에게 고어를 지지하게끔 하였으며, 새벽 1시가 되도록 계속되었다. 그 후, 뉴욕 주에 왔으며, 오전 10시 15분에 《로지 오도널 쇼》에 깜짝 등장하였다. 록펠러 센터 스튜디오에서는 “조금 피곤하네요.. 하지만, 투표를 장려하기 위해 여기에 왔습니다. 오늘은 투표 날이죠. 나는 앨 고어에게 투표하렵니다.”라고 말하였다.
투표는 그날 밤 집계된 바와 같이, 애플렉은 “저녁에 긴장이 되며, 나에게 흥미로운 일들 중 하나가 투표하는 사람들의 숫자다. 누가 승리하던 상관은 없으며, 생각이 많은 유권자들이 그 과정에 참여한 우리나라 (미국)가 대단하다고 생각한다. 어쨌든, 내가 생각하기에 가장 중요한 숫자는 투표율이 될 것이다.”이라고 살롱닷컴에서 말하였다.
2001년 5월, GQ에서 애플렉은 “내 환상은 언젠가 내가 사람들에게 신세를 지지 않을 만큼 부유해지면, 의회에 출마하는 것이다.”라고 밝혔다. 하지만, 2009년 4월 인터뷰에서 애플렉은 “난 나의 직업을 매우 좋아한다. 할리우드와는 달리 정치계는 많은 사람들이 지지해야 한다. 난 그 점이 어려울 것 같다. 정말로 지금 하는 일에 만족한다. 나는 정말 매우 매우 행복하다.”라고 하였다.
2004년 대통령 선거 시기에 애플렉은 존 케리에 대해 적극적으로 지지 운동을 하였으며, 《래리 킹 라이브》에서 존 케리를 지지하였다.
2004년 애플렉은 “나는 정부가 국민의 침실이나 삶에 어떤 방식으로든 간섭을 하면 안 된다고 생각한다. 세계에서는 그들을 향한 많은 증오가 있지만, 왜 그들은 결혼을 하고 싶어할까? 그들이 결혼을 원하는 사람에게 할 수 있어야 한다. 우리가 상관할 일이 아니다.”라며 동성 결혼 합법화를 주장하였다. 또한, 애플렉은 Parents, Families and Friends of Lesbians and Gays 광고지에 공개적으로 등장하였다.
2004년 빌 오라일리와의 인터뷰에서 애플렉은 조지 W. 부시에 대해 “부시는 애국자이며, 나라에서 믿음이 가는 사람이다. 나는 부시의 정책에 대해 대부분 반대하지만, 부시를 존경한다.”라고 하며 부시의 정책에 대해 반대하였다.
2012년 3월 14일, 애플렉은 코니 2012 운동에 찬성하는 글을 작성하였다. 애플렉은 아프리카의 아동 군인 및 LRA에 대해 의식을 높인 코니 2012 동영상을 만든 인비저블 칠드런에게 갈채를 보냈으나, 애플렉은 “서양인은 절대로 아프리카의 구세주가 될 수 없다.”라고 말했다.

## 사생활

### 가족

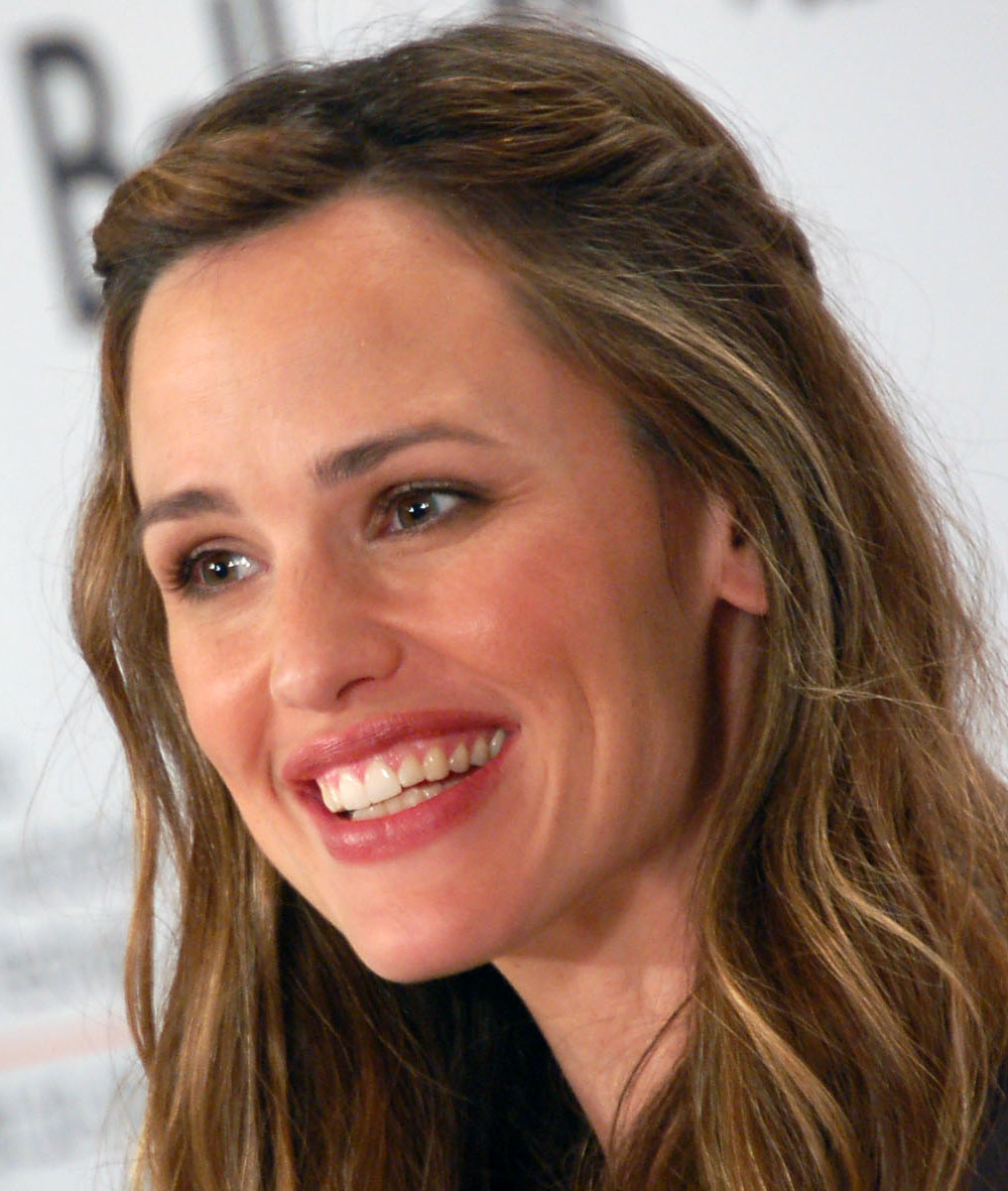
애플렉과 2005년 결혼식을 올린 제니퍼 가너. 두 사람은 2004년부터 2018년까지 13년간 부부 관계였다. 그들에게는 세 명의 자녀가 있다.

애플렉은 2004년부터 2015년까지 여배우 제니퍼 가너와 11년간의 부부 관계였다. 두 사람은 2004년 6월부터 연인사이로 발전해 교제를 시작했다. 그들은 《진주만》(2001)과 《데어데블》(2003)에서 함께 공연하며 친구 관계였다. 그 해 10월, 보스턴 레드삭스의 월드 시리즈 경기를 함께 보러 와 처음으로 공식 석상에서 두 사람의 교제를 인정하였다. 애플렉은 그녀의 33번째 생일에 4.5캐럿 해리 윈스턴의 다이아몬드 반지로 프로포즈를 했다. 두 사람은 임신 3개월임을 발표하였고, 2005년 6월 29일 터크스 케이커스 제도에서 결혼식을 올렸다. 애플렉은 이 날 휴고 보스 정장을, 가너는 베라 왕 웨딩드레스를 입었고, 결혼식장에 하객으로는 주례를 본 배우 빅터 가버가 유일하게 참석했다. 애플렉과 가너에게는 세 명의 자녀들이 있는데, 2005년 12월 1일에 장녀 바이얼릿 앤 애플렉(Violet Anne Affleck)이 태어났으며, 2009년 1월 6일 차녀 세라피나 "세라" 로즈 엘리자베스 애플렉(Seraphina "Sera" Rose Elizabeth Affleck)이 태어났다. 2012년 2월 27일에는 장남 새뮤얼 "샘" 가너 애플렉(Samuel "Sam" Garner Affleck)이 태어났다. 2015년 6월, 애플렉과 가너는 언론을 통해 이혼을 결정한것을 밝혔다. 2015년 6월 30일, 애플렉과 가너는 결혼 10주년을 하루 뒤인 결혼 기념일로 두 사람은 언론을 통해 이혼 발표를 했다. 하지만 두 사람은 이혼 발표만 했을 뿐 실제로 법원에 이혼 신청은 하지 않고 별거 중에 있었다. 2017년 3월 8일, 애플렉과 가너는 그들의 이혼을 취소하고 재결합한다고 보도 되었지만, 이후 2년간의 별거 기간을 거쳐 2017년 4월에 이혼 서류를 공동으로 제출하였고, 자녀들의 합법적인 공동 양육권을 모색했다. 2018년 8월, 가너와 애플렉은 최종적으로 이혼을 결정했고, 그러나 합의는 애플렉이 현재 재활 시설을 완료한 후 법원에 제기되며 이혼은 최종 결정이 되는 것으로 알려졌다. 2018년 10월, 최종적으로 이혼했음을 발표했다.
애플렉과 가너는 결혼 생활 당시에 그들의 아이들과 건축가 클리프 메이가 디자인한 로스앤젤레스 퍼시픽팰리세이즈에 위치한 저택에서 거주하였다. 그 외에 뉴욕 맨해튼에 아파트를 소유하고 있으며, 몬태나주의 빅스카이의 옐로우스톤 클럽에 스키 샬레와 조지아주 서배너의 햄프 턴 섬에 별장이 있다. 애플렉은 파파라치의 관심은 스타덤에 오르면서 생기는 "거래의 한 부분"이라고 생각하지만, 그는 자신의 아이들에 관심을 갖는 파파라치에 대해 반대적임을 공개적으로 언급했다. 애플렉과 가너는 그들의 결혼 생활 동안, 파파라치들이 아이들과의 일정 거리를 유지하고 인터넷 웹사이트에 게시된 사진의 얼굴을 흐리게 요구하는 법안에 대한 선거 운동을 벌였다.

### 연인 관계
애플렉은 배우 귀네스 팰트로와 1997년부터 2000년까지 3년 동안 교제한 것으로 알려져 있다. 그들은 1997년 10월 미라맥스의 디너 파티에서 만나, 이후 《셰익스피어 인 러브》(1998)에서 함께 공연하였다. 하지만 그들은 1999년 1월 한차례 결별을 하는데 몇개월 후 애플렉은 팰트로와 《바운스》(2000)에 함께 출연하면서 그들은 다시 연인관계로 발전해 재결합하였다. 그들은 2000년 10월 다시 결별하였다.
애플렉은 배우이자 가수인 제니퍼 로페즈와 2002년부터 2004년 초까지 18개월 동안 연인 관계였으며, 그들은 약혼을 발표했다. 그들은 2002년 《갱스터 러버》(2003)의 촬영장에서 만났고, 이후 로페즈의 "Jenny from the Block" 뮤직비디오와 《저지 걸》(2004)에 함께 출연했다. 그들은 미디어의 주목을 크게 모아 '베니퍼'(Bennifer)라는 이름으로 불리며 슈퍼 커플로써 떠들썩한 로맨스로 미디어에서 주목을 받았다. 그러나, 캘리포니아주 샌타바버라에서 2003년 9월 14일 결혼식을 올릴 예정이였지만, "과도한 언론의 관심"으로 인해 4일간 연기됐음을 통지했다. 그들은 2004년 1월 파혼을 하며 결별했다.
〈Us 위클리〉는 2017년 7월 초, 애플렉이 《새터데이 나이트 라이브》의 여성 프로듀서이자 8살 연하의 린제이 쇼쿠스와 데이트를 즐겼다고 보도했다. 두 사람은 런던과 로스앤젤레스에서 늘 함께였다고 한다. 2018년 8월, 애플렉은 쇼쿠스와 1년여만에 결별하였다.

### 기타

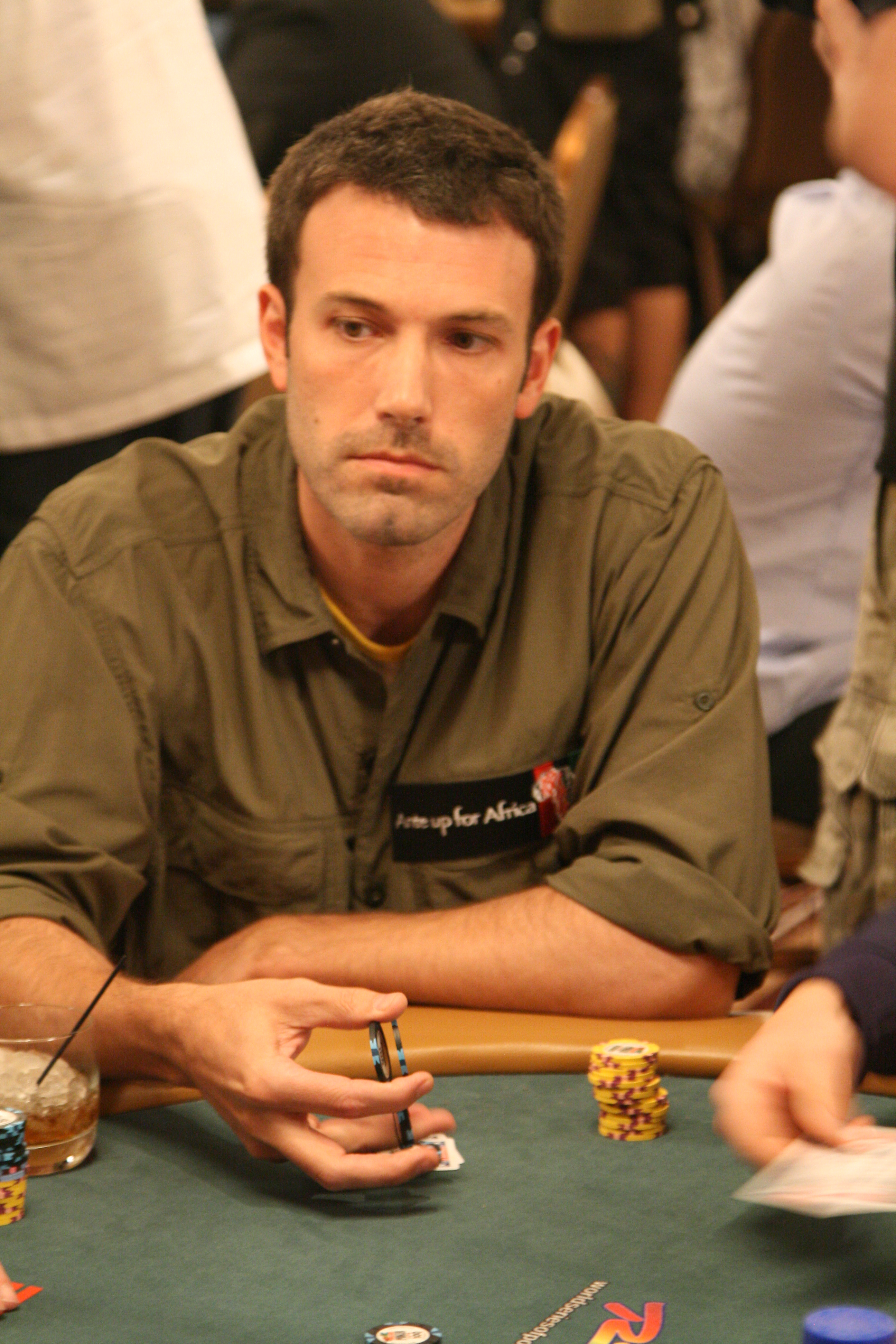
2008년 월드 시리즈 오브 포커에서의 벤 애플렉

애플렉은 열성적인 포커 플레이어로 알려져 정기적으로 지역 행사에 참여하고 있다. 아미르 바헤디와 애니 듀크에게 개별지도를 받았으며, 2004년 6월에는 캘리포니아 포커 선수권에 출전하여 상금 35만 6천 달러를 얻었으며, 같은 해 월드 포커 투어 결승 토너먼트 출전 자격을 얻었다. 또한, 애플렉은 보스턴 레드삭스, 뉴잉글랜드 패트리어츠, 보스턴 셀틱스, 보스턴 브루인스의 팬이다. 애플렉은 자신을 할례된 침례교인이라고 하였다.

## 출연 작품
주요 출연작은 다음과 같다.
- 《멍하고 혼돈스러운》 (1993)
- 《글로리 데이즈》 (1996)
- 《체이싱 아미》 (1997)
- 《굿 윌 헌팅》 (1997)
- 《셰익스피어 인 러브》 (1998)
- 《아마겟돈》 (1998)
- 《진주만》 (2001)
- 《할리우드랜드》 (2006)
- 《스테이트 오브 플레이》 (2009)
- 《그는 당신에게 반하지 않았다》 (2009)
- 《타운》 (2010)
- 《아르고》 (2012)
- 《나를 찾아줘》 (2014)
- 《배트맨 대 슈퍼맨: 저스티스의 시작》 (2016)
- 《어카운턴트》 (2016)
- 《저스티스 리그》 (2017)
- 《잭 스나이더의 저스티스 리그》 (2021)
- 《라스트 듀얼: 최후의 결투》 (2021)
- 《더 텐더 바》 (2021)
- 《더 배트맨》 (2022)
- 《에어》 (2023)
- 《플래시》 (2023) - 브루스 웨인 / 베트맨 역
- 《어카운턴트 2》 (2025)
- 《더 립》 (2026)

## 수상 및 후보 목록
애플렉은 1997년 맷 데이먼과 공동으로 각본을 쓴 영화 《굿 윌 헌팅》으로 미국 아카데미상과 골든 글로브상을 수상하였다. 그는 영화 《타운》과 《아르고》로 감독으로 인정 받아 골든 글로브상과 영국 아카데미 영화상(BAFTA), 미국 감독 조합상에서 최우수 감독상을 수상했고 미국 아카데미상에서 최우수 작품상을 수상했다.